# Curechiu, Hunedoara
Curechiu este un sat în comuna Bucureșci din județul Hunedoara, Transilvania, România.
Aici a izbucnit la 1 noiembrie 1784, Răscoala condusă de Horia Cloșca și Crișan.

## Lăcașuri de cult

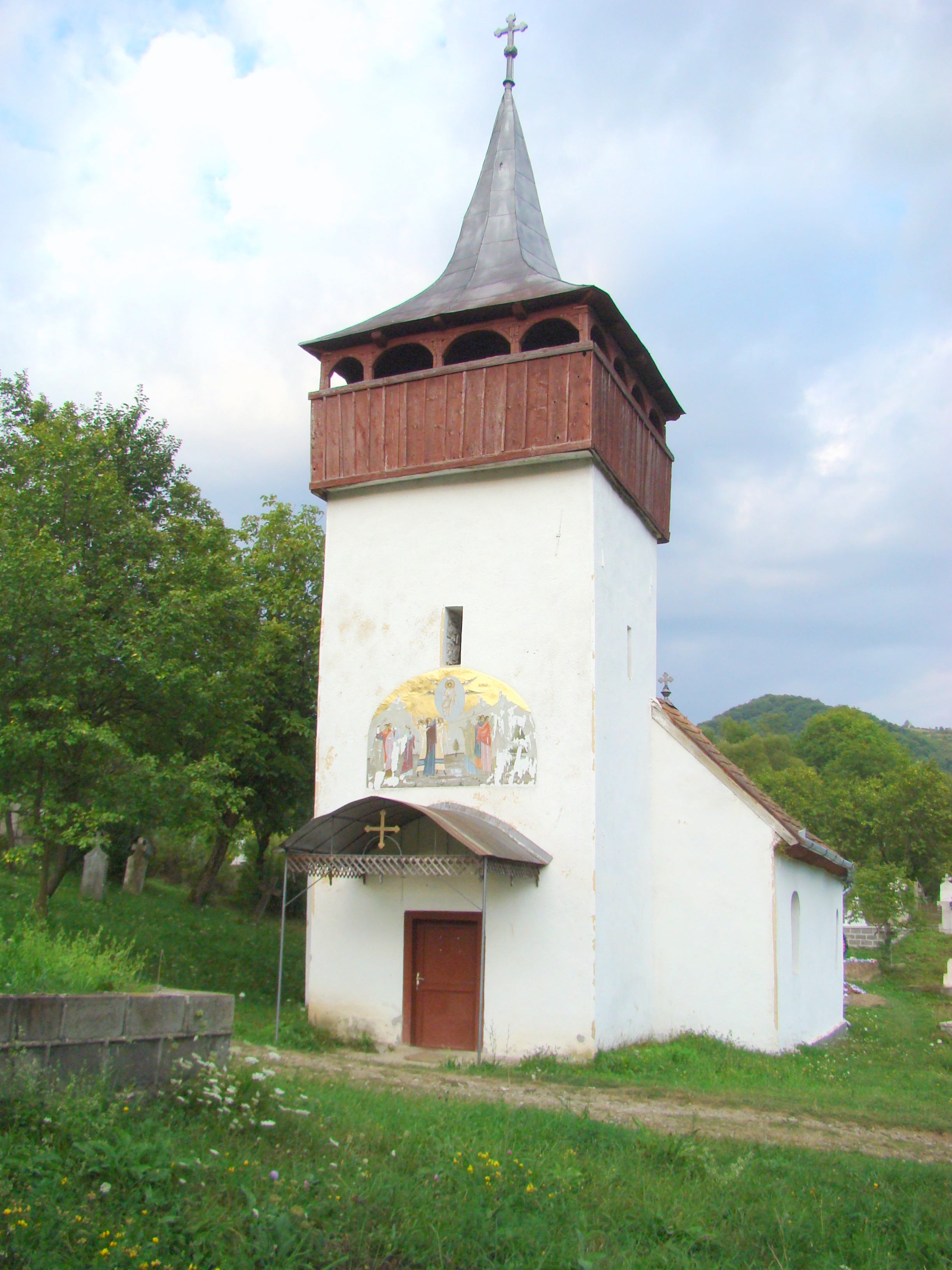
Biserica „Înălțarea Domnului”

Sătenii din Curechiu se mândresc cu două valoroase monumente arhitecturale, unul durat în lemn, inclus pe lista monumentelor istorice, iar celălat în piatră, cu hramul „Înălțarea Domnului”. Este un edificiu de plan dreptunghiular, cu absida semicirculară ușor decroșată, prevăzut cu un turn-clopotniță masiv, cu foișor deschis din lemn și fleșă evazată, învelită în tablă (în rest, s-a preferat țigla). Lăcașul a fost ridicat de obștea unită a localității, în anul 1871, lucrările de construcție fiind coordonate de preotul Alexandru Guga. În timpul Primului Război Mondial, puținii credincioși uniți, dimpreună cu biserica lor, au revenit la ortodoxie. Edificiul, renovat în anii 1960, 1985, 2000 și 2004, a fost pictat în anul 2008 de Dorel Beșleagă din Tălmaciu (județul Sibiu).

## Vezi și

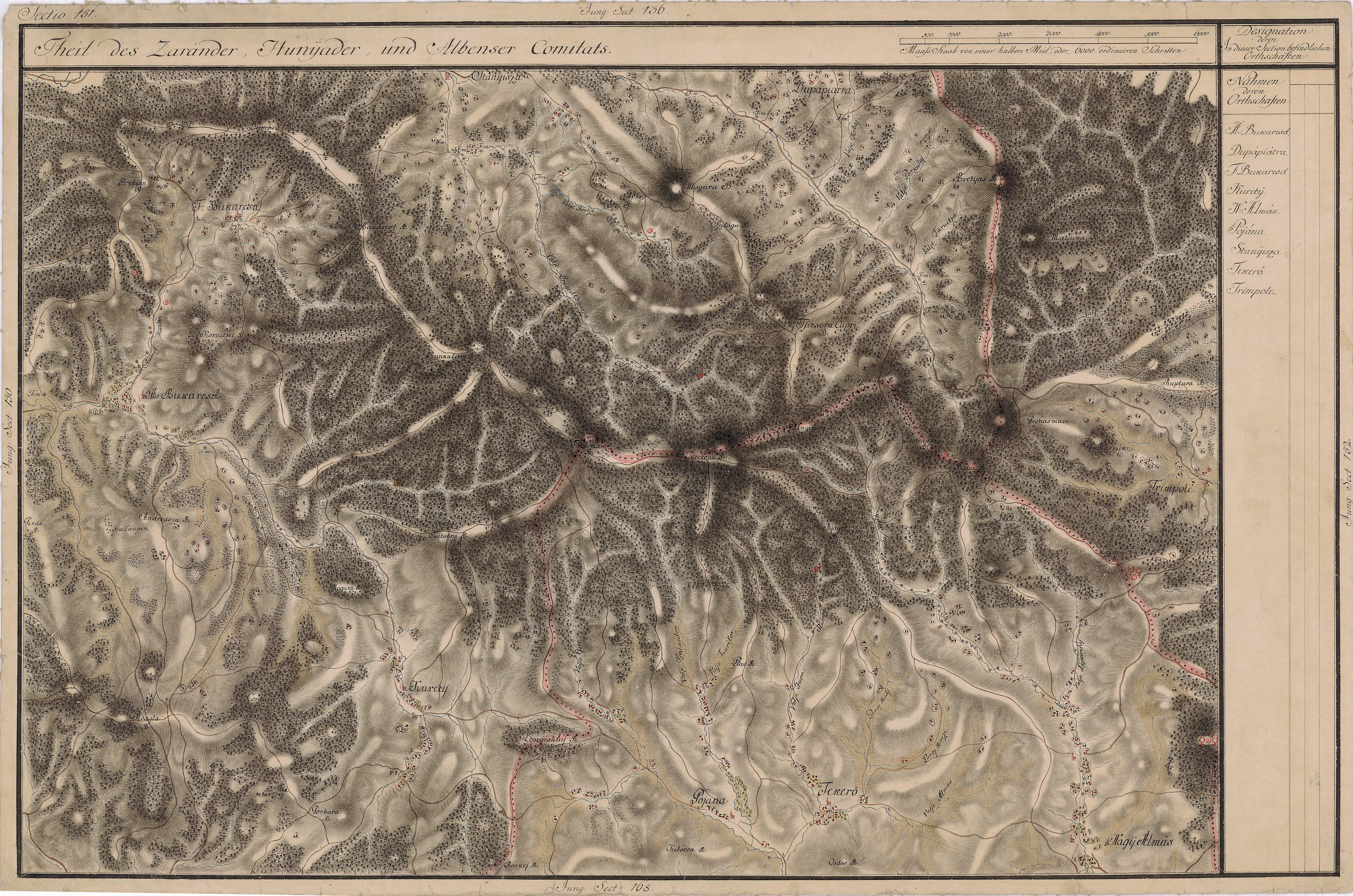
Curechiu în Harta Iosefină a Transilvaniei, 1769-73